# Arytera bifoliolata
Arytera bifoliolata är en kinesträdsväxtart som beskrevs av Sally T. Reynolds. Arytera bifoliolata ingår i släktet Arytera och familjen kinesträdsväxter. Inga underarter finns listade i Catalogue of Life.